# خورشیدگرفتگی ۷ مارس ۱۹۸۹
خورشیدگرفتگی ۷ مارس ۱۹۸۹ (به انگلیسی: Solar eclipse of March 7, 1989) یک خورشیدگرفتگی از نوع خورشیدگرفتگی جزئی است. این خورشیدگرفتگی در تاریخ ۷ مارس ۱۹۸۹ میلادی (‎۱۶ اسفند ۱۳۶۷ خورشیدی) روی داد که زمان اوج آن، ساعت ۱۸:۰۸:۴۱ به‌وقت ساعت هماهنگ جهانی بوده‌است.